# Burjatiens flag
Burjatiens flag er delt i blåt hvidt og gult. Det blå felt udgør halvdelen af flagets højde og de to andre striber fylder resten af flaget. Republikken Burjatiens flag har forholdet 1:2. 
I det øvre felt placeret mod stangsiden af flaget, står der et gult buddhistisk symbol bestående af en sol, måne og flamme, et såkaldt soyombo-mærke som også er i det Mongoliets flag og Agino-Burjatienske flag. Mærket viser at Burjaterene er et buddhistisk folk. Forklaringen på farverne er at blåt står for himlen og Bajkalsøen, hvis bredder Burjaterene holder til ved, hvid betyder renhed og gult betyder frihed og velstand. 
Flaget blev indført 29. oktober 1992.